# Martín Gianoli
Martín Germán Gianoli Abellán (Montevideo, 27 settembre 2000) è un calciatore uruguaiano, difensore del Cerro Largo in prestito dal Peñarol.

## Caratteristiche tecniche
È un terzino sinistro, adattabile a difensore centrale.

## Carriera
Cresciuto nel vivaio del River Plate (M), nel 2020 viene selezionato dagli spagnoli del Montijo, che lo tesserano e lo fanno esordire nel campionato spagnolo. L'avventura europea di Gianoli dura solo una stagione e mezza, poiché nel 2022 fa ritorno in Uruguay per disputare il campionato di Primera División col Cerro Largo.
Nel 2024 passa al Peñarol.

## Statistiche

### Presenze e reti nei club
Statistiche aggiornate al 24 febbraio 2024.
| Stagione        | Squadra         | Campionato      | Campionato | Campionato | Coppe nazionali | Coppe nazionali | Coppe nazionali | Coppe continentali | Coppe continentali | Coppe continentali | Altre coppe | Altre coppe | Altre coppe | Totale | Totale |
| Stagione        | Squadra         | Comp            | Pres       | Reti       | Comp            | Pres            | Reti            | Comp               | Pres               | Reti               | Comp        | Pres        | Reti        | Pres   | Reti   |
| --------------- | --------------- | --------------- | ---------- | ---------- | --------------- | --------------- | --------------- | ------------------ | ------------------ | ------------------ | ----------- | ----------- | ----------- | ------ | ------ |
| 2024            | Peñarol         | PD              | 1          | 0          | CU              | 0               | 0               | CS                 | 0                  | 0                  | -           | -           | -           | 1      | 0      |
| Totale carriera | Totale carriera | Totale carriera | 1          | 0          |                 | 0               | 0               |                    | 0                  | 0                  |             | -           | -           | 1      | 0      |

## Palmarès

### Club

#### Competizioni nazionali
- Campionato uruguaiano: 1

Peñarol: 2024